# Saumane-de-Vaucluse
Pour les articles homonymes, voir Saumane.
Saumane-de-Vaucluse est une commune française, située dans le département de Vaucluse en région Provence-Alpes-Côte d'Azur.
Ses habitants sont appelés les Saumanais.

## Géographie

### Localisation
Saumane-de-Vaucluse est une commune perchée de Vaucluse au-dessus de la vallée de la Sorgue, à 4 km de Fontaine-de-Vaucluse, à 5 km de L'Isle-sur-la-Sorgue, près des monts de Vaucluse.
Le territoire de la commune est limitrophe de ceux de six communes :
|                      | La Roque-sur-Pernes | Le Beaucet Gordes    |
| L'Isle-sur-la-Sorgue | Saumane-de-Vaucluse | Fontaine-de-Vaucluse |
|                      | Lagnes              |                      |

### Géoogie et relief
La superficie de la commune est de 20,81 km2 ; son altitude varie de 60  à   671 m.

#### Géologie

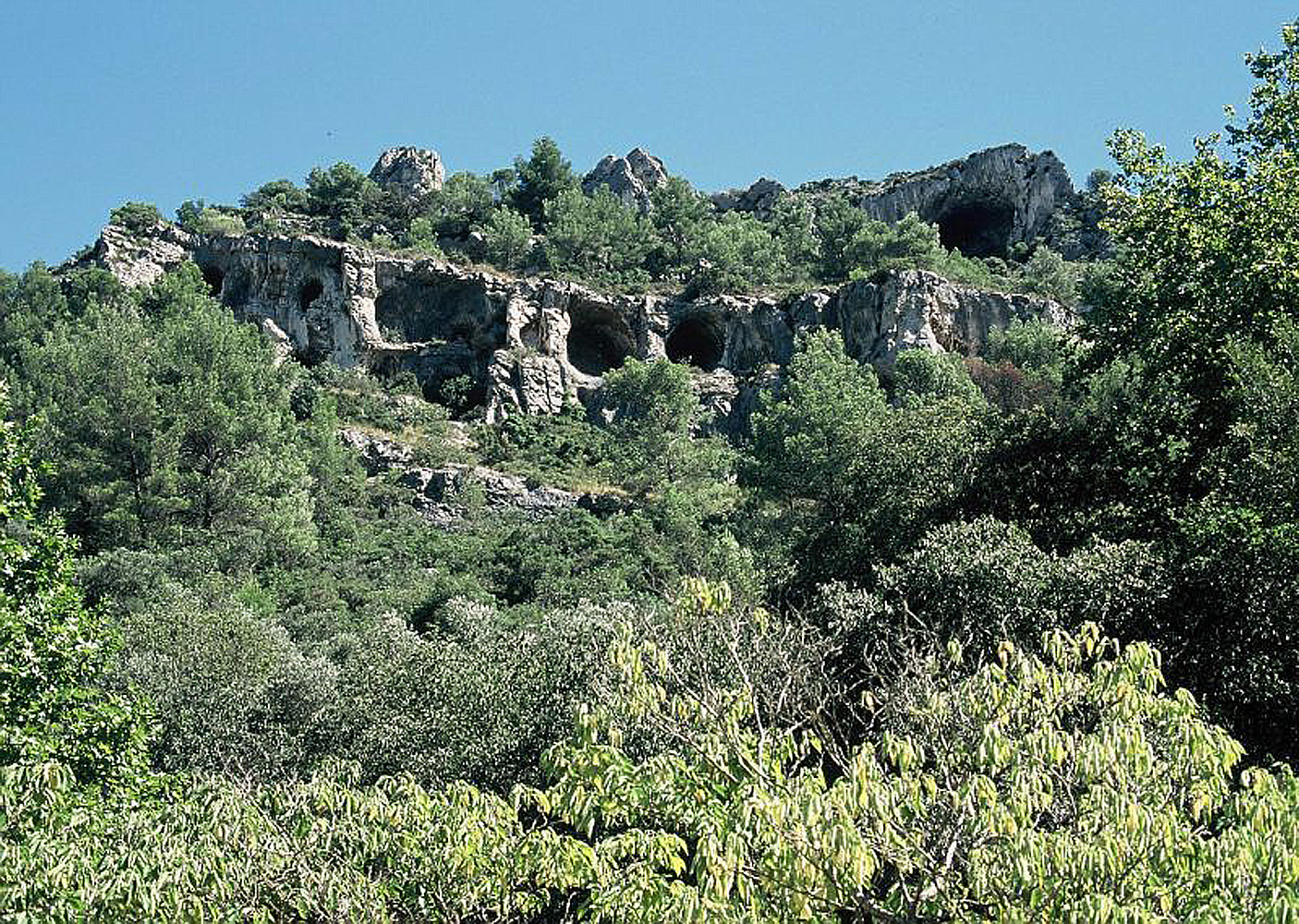
Marmites de géant dans la falaise de Saumane.

Les monts de Vaucluse sont formés de calcaires de l'ère secondaire, souvent perméables, ce qui permet l'infiltration de l'eau en profondeur et l'apparition de rivières souterraines. Plus en profondeur, les pierres plus dures, non perméables, empêchent l'écoulement naturel de ces rivières et provoque alors des résurgences comme la Fontaine de Vaucluse.

#### Relief
Au sud de la commune, la plaine de la Sorgue (en bordure). À l'est, à l'ouest et au nord du bourg, des collines (monts de Vaucluse) de garrigues ou de chênes verts (présence de pins). Les parties les plus hautes se situent au nord.

### Hydrographie

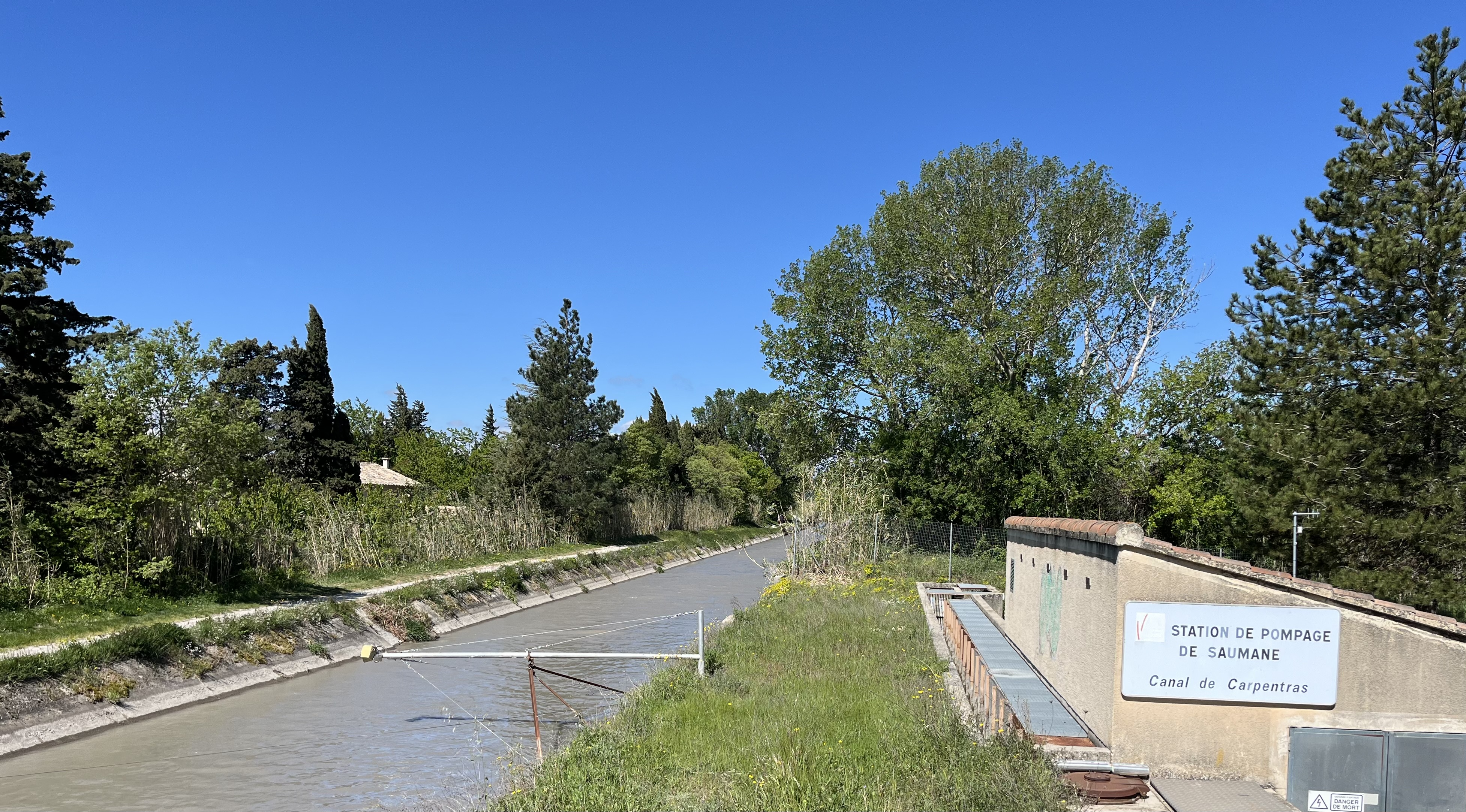
Le canal de Carpentras.

Le territoire de la commune est situé dans le bassin Rhône-Méditerranée.
Le canal de Carpentras traverse la commune et la Sorgue de Velleron la borde au sud.

### Climat
Pour des articles plus généraux, voir Climat de Provence-Alpes-Côte d'Azur et Climat de Vaucluse.
En 2010, le climat de la commune est de type climat méditerranéen franc, selon une étude du Centre national de la recherche scientifique s'appuyant sur une série de données couvrant la période 1971-2000. En 2020, Météo-France publie une typologie des climats de la France métropolitaine dans laquelle la commune est exposée à un climat méditerranéen et est dans la région climatique  Provence, Languedoc-Roussillon, caractérisée par une pluviométrie faible en été, un très bon ensoleillement (2 600 h/an), un été chaud (21,5 °C), un air très sec en été, sec en toutes saisons, des vents forts (fréquence de 40 à 50 % de vents > 5 m/s) et peu de brouillards. 
Pour la période 1971-2000, la température annuelle moyenne est de 13,5 °C, avec une amplitude thermique annuelle de 16,9 °C. Le cumul annuel moyen de précipitations est de 721 mm, avec 6,1 jours de précipitations en janvier et 2,6 jours en juillet. Pour la période 1991-2020, la température moyenne annuelle observée sur la station météorologique de Météo-France la plus proche, « Cabrières d'Avignon », sur la commune de Cabrières-d'Avignon à 6 km à vol d'oiseau, est de 14,0 °C et le cumul annuel moyen de précipitations est de 696,9 mm. 
La température maximale relevée sur cette station est de 43,2 °C, atteinte le 28 juin 2019 ; la température minimale est de −15,2 °C, atteinte le 7 janvier 1985,,. 
Les paramètres climatiques de la commune ont été estimés pour le milieu du siècle (2041-2070) selon différents scénarios d'émission de gaz à effet de serre à partir des nouvelles projections climatiques de référence DRIAS-2020. Ils sont consultables sur un site dédié publié par Météo-France en novembre 2022.

#### Le mistral
Dans cette commune qui produit des Ventoux (AOC) aucun vigneron ne se plaint du mistral - même violent, car celui-ci a des avantages bénéfiques pour le vignoble. Appelé le « mango-fango », le mangeur de boue, il élimine toute humidité superflue après les orages, dégage le ciel et lui donne sa luminosité, préserve les vignes de nombre de maladies cryptogamiques et les débarrasse d'insectes parasites.

### Milieux naturels et biodiversité

#### Espace protégé et géré
La protection réglementaire est le mode d’intervention le plus fort pour préserver des espaces naturels remarquables et leur biodiversité associée.
Dans ce cadre, la commune fait partie d'un espace protégé : le Luberon Géoparc Mondial Unesco.

#### Zones naturelles d'intérêt écologique, faunistique et floristique
L’inventaire des zones naturelles d'intérêt écologique, faunistique et floristique (ZNIEFF) a pour objectif de réaliser une couverture des zones les plus intéressantes sur le plan écologique, essentiellement dans la perspective d’améliorer la connaissance du patrimoine naturel national et de fournir aux différents décideurs un outil d’aide à la prise en compte de l’environnement dans l’aménagement du territoire.
Le territoire communal comprend trois ZNIEFF de type 1 : 
- les Sorgues[15] ;
- les combes septentrionales des monts de Vaucluse, de Vaulongue à Saint-Gens[16] ;
- les combes occidentales des monts de Vaucluse, de Valescure à la grande combe[17].

et une ZNIEFF de type 2 : les monts du Vaucluse.

#### Site Natura 2000
Le réseau Natura 2000 est un réseau écologique européen de sites naturels d’intérêt écologique élaboré à partir des directives « habitats » et « oiseaux ». Ce réseau est constitué de zones spéciales de conservation (ZSC) et de zones de protection spéciale (ZPS). Dans les zones de ce réseau, les États membres s'engagent à maintenir dans un état de conservation favorable les types d'habitats et d'espèces concernés, par le biais de mesures réglementaires, administratives ou contractuelles.
Sur la commune, un site Natura 2000 de type B est défini en site d'importance communautaire (SIC) : la Sorgue et l'Auzon.

## Urbanisme

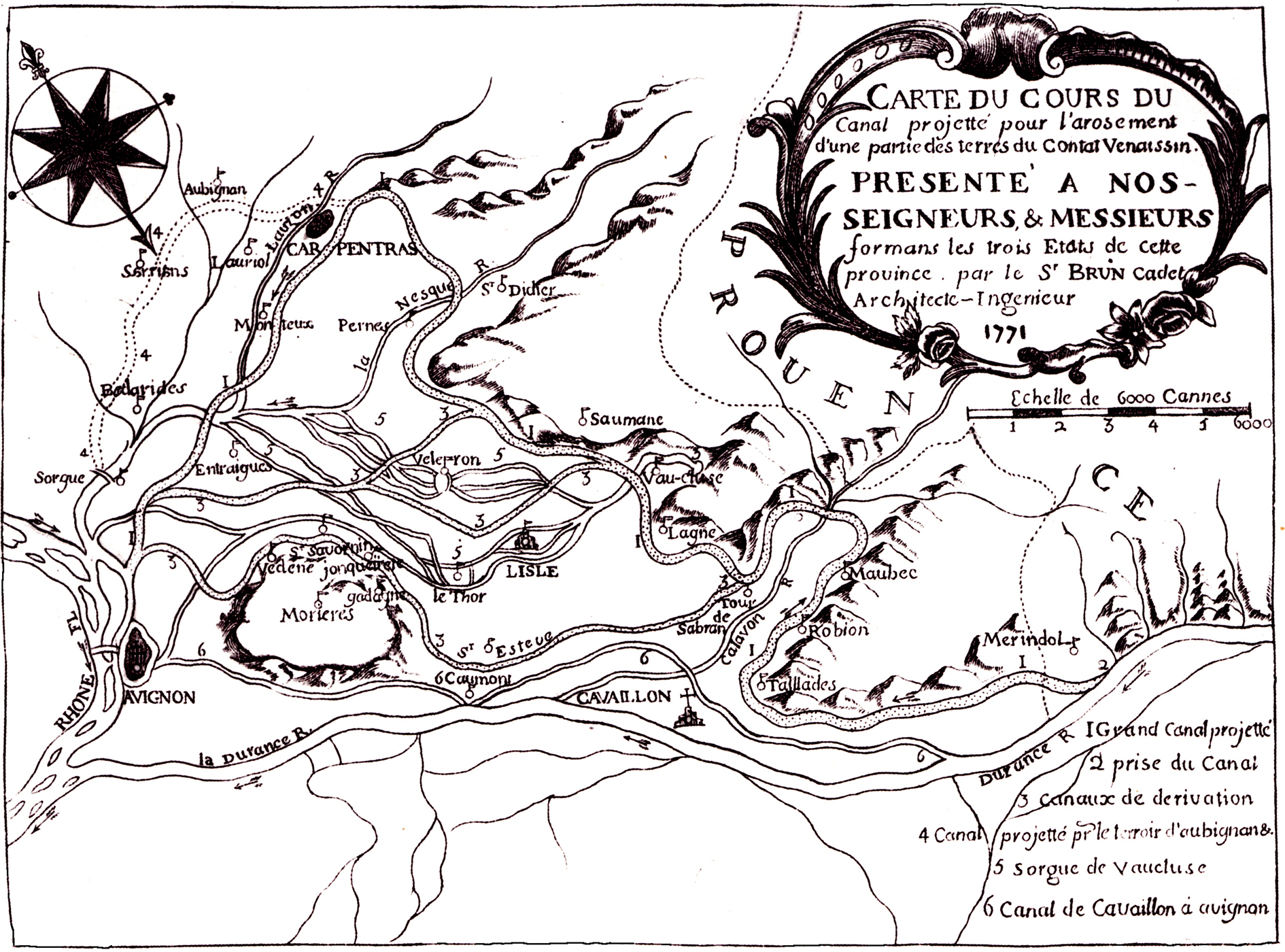
Carte de Brun cadet prévoyant « l'arrosement d'une partie des terres du Comtat Venaissin ».

### Typologie
Au 1er janvier 2024, Saumane-de-Vaucluse est catégorisée commune rurale à habitat dispersé, selon la nouvelle grille communale de densité à sept niveaux définie par l'Insee en 2022.
Elle appartient à l'unité urbaine d'Avignon, une agglomération inter-régionale regroupant 59  communes, dont elle est une commune de la banlieue,,. Par ailleurs la commune fait partie de l'aire d'attraction de L'Isle-sur-la-Sorgue, dont elle est une commune de la couronne,. Cette aire, qui regroupe 4 communes, est catégorisée dans les aires de moins de 50 000 habitants,.

### Occupation des sols
L'occupation des sols de la commune, telle qu'elle ressort de la base de données européenne d’occupation biophysique des sols Corine Land Cover (CLC), est marquée par l'importance des forêts et milieux semi-naturels (69,7 % en 2018), en diminution par rapport à 1990 (70,8 %). La répartition détaillée en 2018 est la suivante : 
forêts (50,6 %), zones agricoles hétérogènes (22,7 %), milieux à végétation arbustive et/ou herbacée (19,2 %), espaces verts artificialisés, non agricoles (4,6 %), prairies (2,8 %), zones urbanisées (0,2 %). L'évolution de l’occupation des sols de la commune et de ses infrastructures peut être observée sur les différentes représentations cartographiques du territoire : la carte de Cassini (XVIIIe siècle), la carte d'état-major (1820-1866) et les cartes ou photos aériennes de l'IGN pour la période actuelle (1950 à aujourd'hui).

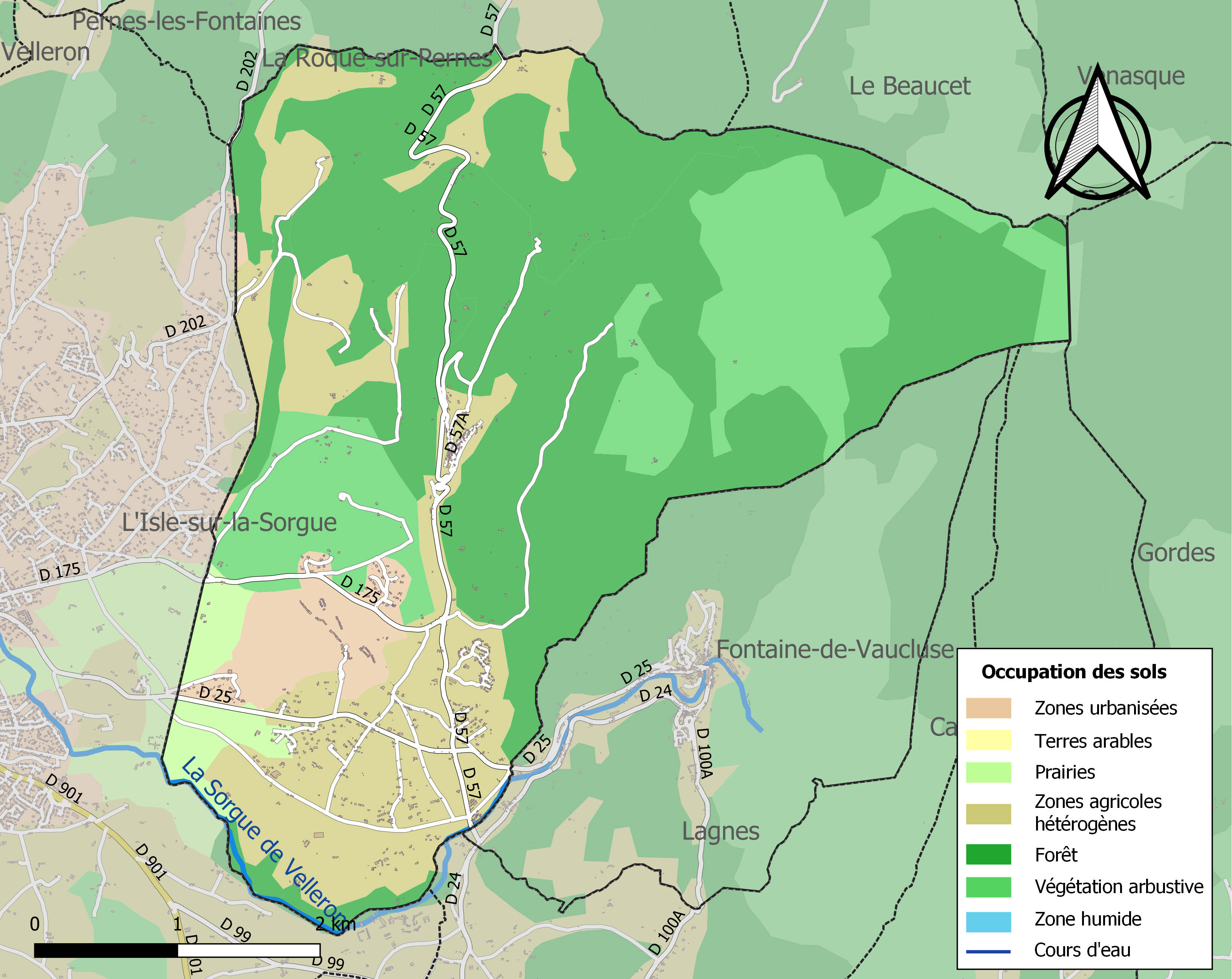
Carte des infrastructures et de l'occupation des sols de la commune en 2018 (CLC).

### Voies de communication et transports
Une route d'accès plus facile permettant d'accéder au village a été taillée dans le roc au cours des années 1860. Les gares TGV les plus proches sont la gare d'Avignon TGV et la gare d'Avignon-Centre (correspondance par TER avec la gare de L'Isle - Fontaine-de-Vaucluse à 7 km du village). La commune est desservie par les sorties de l'autoroute A7 à Avignon Sud ou Cavaillon.

### Risques naturels et technologiques
Les cantons de Bonnieux, Apt, Cadenet, Cavaillon, et Pertuis sont classés en zone Ib (risque faible). Tous les autres cantons du département de Vaucluse, dont celui de l'Isle-sur-la-Sorgue auquel appartient la commune, sont classés en zone Ia (risque très faible). Ce zonage correspond à une sismicité ne se traduisant qu'exceptionnellement par la destruction de bâtiments.

## Toponymie
Le nom de la localité est attesté sous les formes Saumane en 1793, Saumanes en 1801 et Saumane-de-Vaucluse depuis 1920.

## Histoire

### Préhistoire et antiquité
Dans le vallon de Chinchon, de nombreux abris sous roche ont livré des traces d'occupation du paléolithique à l'épipaléolithique. Tout proche, sur le lieu-dit de « La Boudine », des fouilles ont livré des traces d'occupation du Néolithique moyen (4ᵉ millénaire av. J.-C.). La colonisation romaine, en l'absence d'une villa clairement identifiée, fut importante et considérée comme telle grâce au nombre d'amphores et d'urnes recueillies sur place.

### Moyen Âge
Au XIe siècle, c'était un castrum entouré de fortes murailles. En 1220, de fief des comtes de Toulouse, marquis de Provence, était tenu par les frères Bertrand et Guillaume Pierre. Puis, il passa à Pons d'Astouaud, qui en rendit hommage en 1253.

### Renaissance

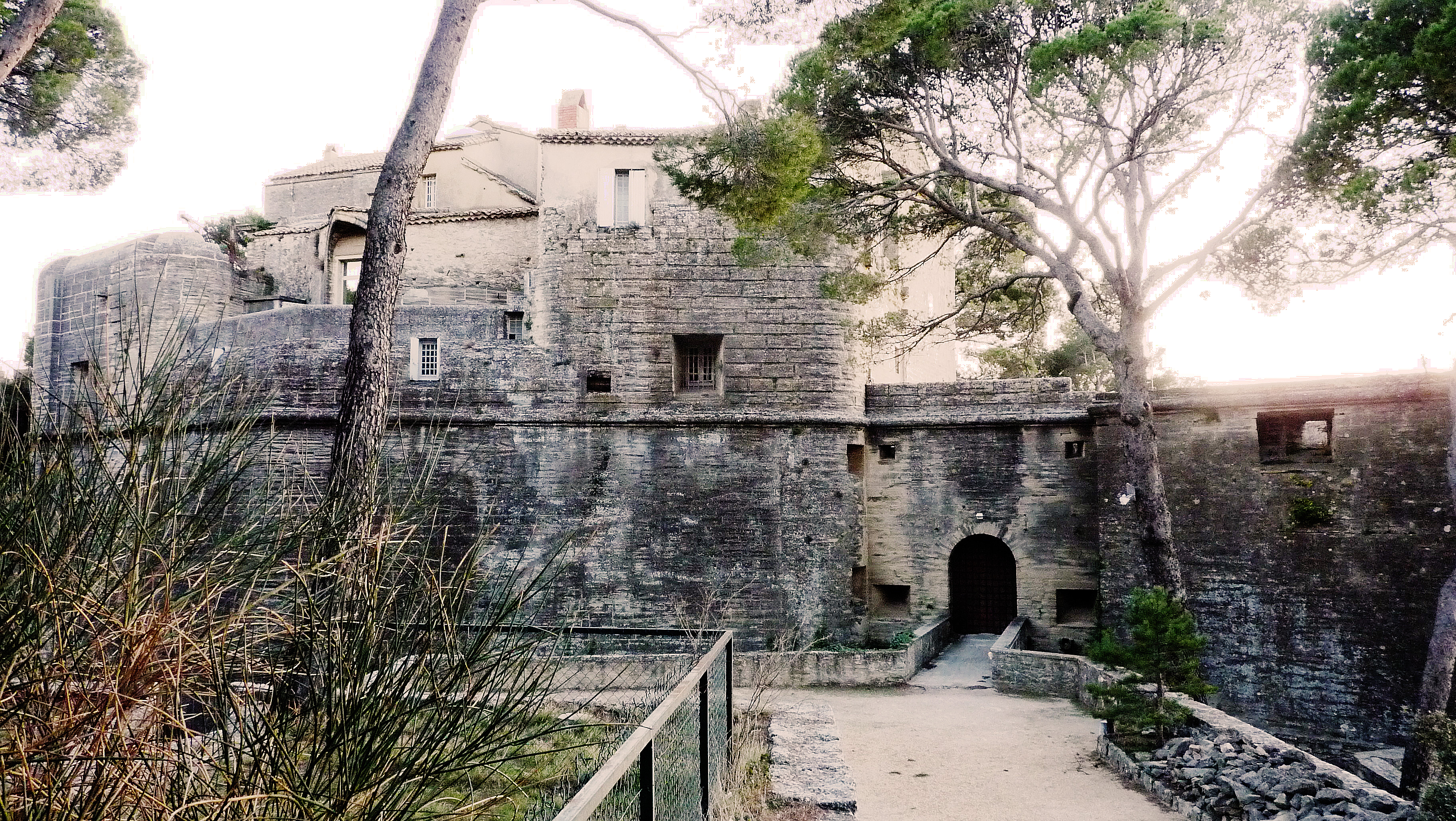
Château de Saumane.

En 1451, Nicolas V, en donna la seigneurie à Baudet de Sade. Ses descendants fortifièrent le château et voulurent restaurer les remparts qui furent qualifiés de très anciens en 1597. Cette volonté de verrouiller la Vallis Clausa par la famille de Sade déclencha de nombreuses protestations de la part des seigneurs du voisinage. Vue de Rome, la situation ne semblait pas si catastrophique et le pape confirma ce fief au Sade tant qu'ils auraient des héritiers mâles.

### Période moderne
En 1720, la peste commence à remonter de Marseille à travers toute la Provence. Pour protéger le Comtat Venaissin des pestiférés de Provence, les communes de la région commencent alors la construction d'un mur sur 27 kilomètres, le « mur de la peste »

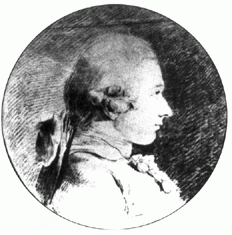
Le marquis de Sade.

Le marquis de Sade passa une partie de son enfance à Saumane, entre 1745 et 1750, chez son oncle, l'abbé Jacques de Sade, qui y possédait un château que l'on peut encore voir actuellement. Gilbert Lely dans sa Vie du Marquis de Sade relate cette vie du marquis alors enfant à Saumane. Maurice Heine donne également une description précise des lieux reprise par G. Lely aux pages 96–98 du même ouvrage.
Plus d'un critique a évoqué l'influence probable sur le jeune marquis de ces lieux escarpés et du château, en particulier de son souterrain, sur l'univers littéraire des écrits futurs de Sade qui abondera en châteaux et pics où s'abritent ses héros libertins.
À noter que l'abbé de Sade est l'auteur d'une Vie de Pétrarque parue entre 1764 et 1767 qui révèle pour la première fois l'appartenance de Laure de Noves, amante idéale de Pétrarque qui lui consacra son œuvre, à la famille de Sade.
Le 12 août 1793 fut créé le département de Vaucluse, constitué des districts d'Avignon et de Carpentras, mais aussi de ceux d'Apt et d'Orange, qui appartenaient aux Bouches-du-Rhône, ainsi que du canton de Sault, qui appartenait aux Basses-Alpes.

### Période contemporaine
L'eau de la Sorgue a joué un rôle primordial pour l’économie de ce territoire. En utilisant sa force, des moulins à papier ont fait leur apparition au XVe siècle. Fleuron de l'industrie locale, la papeterie assura jusqu'en 1950 la prospérité du lieu avant d’être dépassée par la modernité et remplacée localement au profit du tourisme et de l'artisanat. La dernière papeterie ferma ses portes en février 1968.

## Politique et administration

### Découpage territorial
La commune se trouve dans l'arrondissement d'Avignon du département du Vaucluse.

#### Commune et intercommunalités
La commune fait partie de la communauté de communes du Pays des Sorgues et des Monts de Vaucluse.

#### Circonscriptions administratives
La commune est rattachée au canton de L'Isle-sur-la-Sorgue.

#### Circonscriptions électorales
Pour l'élection des députés, la commune fait partie de la deuxième circonscription de Vaucluse.

### Élections municipales et communautaires

#### Liste des maires
| Période                                  | Période   | Identité              | Étiquette | Qualité |
| ---------------------------------------- | --------- | --------------------- | --------- | ------- |
| mars 2001                                | mars 2014 | Christian Challet     |           |         |
| mars 2014                                | En cours  | Laurence Chabaud-Geva | LREM      |         |
| Les données manquantes sont à compléter. |           |                       |           |         |

## Équipements et services publics

### Enseignement
La commune est située dans l'académie d'Aix-Marseille et dépend, pour les vacances scolaires, de la zone B.
Elle administre l'école primaire « Jean-Henri Fabre »,. L'enseignement secondaire se trouve à L'Isle-sur-la-Sorgue et l'université d'Avignon et des Pays de Vaucluse à Avignon.

### Santé
Hôpitaux à L'Isle-sur-la-Sorgue et Cavaillon.

## Population et société

### Démographie
L'évolution du nombre d'habitants est connue à travers les recensements de la population effectués dans la commune depuis 1793. Pour les communes de moins de 10 000 habitants, une enquête de recensement portant sur toute la population est réalisée tous les cinq ans, les populations de référence des années intermédiaires étant quant à elles estimées par interpolation ou extrapolation. Pour la commune, le premier recensement exhaustif entrant dans le cadre du nouveau dispositif a été réalisé en 2006.

En 2022, la commune comptait 890 habitants, en évolution de −5,32 % par rapport à 2016 (Vaucluse : +1,73 %, France hors Mayotte : +2,11 %).
| 1793 | 1800 | 1806 | 1821 | 1831 | 1836 | 1841 | 1846 | 1851 |
| ---- | ---- | ---- | ---- | ---- | ---- | ---- | ---- | ---- |
| 586  | 514  | 540  | 544  | 625  | 588  | 573  | 612  | 601  |

| 1856 | 1861 | 1866 | 1872 | 1876 | 1881 | 1886 | 1891 | 1896 |
| ---- | ---- | ---- | ---- | ---- | ---- | ---- | ---- | ---- |
| 627  | 632  | 639  | 570  | 526  | 510  | 491  | 451  | 406  |

| 1901 | 1906 | 1911 | 1921 | 1926 | 1931 | 1936 | 1946 | 1954 |
| ---- | ---- | ---- | ---- | ---- | ---- | ---- | ---- | ---- |
| 413  | 401  | 374  | 345  | 407  | 416  | 411  | 357  | 406  |

| 1962 | 1968 | 1975 | 1982 | 1990 | 1999 | 2006 | 2011 | 2016 |
| ---- | ---- | ---- | ---- | ---- | ---- | ---- | ---- | ---- |
| 393  | 340  | 443  | 581  | 644  | 684  | 760  | 883  | 940  |

| 2021 | 2022 | - | - | - | - | - | - | - |
| ---- | ---- | - | - | - | - | - | - | - |
| 908  | 890  | - | - | - | - | - | - | - |

### Sports et loisirs

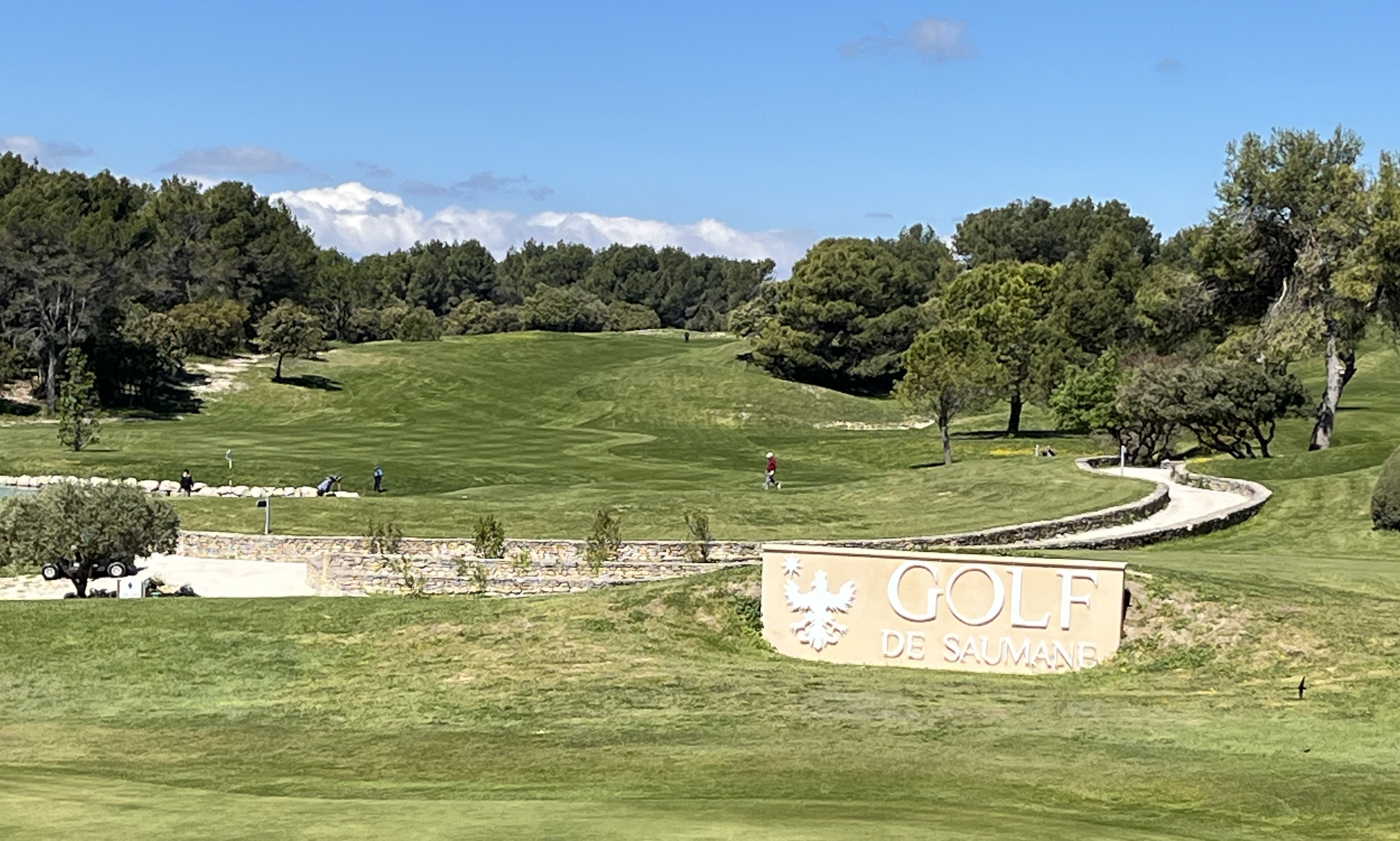
Le golf de Saumane.

On trouve sur la commune : un golf de 18 trous, créé en 1989, avec vue sur le Luberon et les Alpilles ; des chemins de randonnées comme le sentier de grande randonnée 91 (GR 91), reliant Saint-Nizier-du-Moucherotte (près de Grenoble) à Fontaine-de-Vaucluse (près de Cavaillon) et le sentier de grande randonnée de pays (GRP) du tour des monts du Vaucluse ; la possibilité de pratiquer le canoë et la pêche dans la Sorgue et un centre équestre, etc.

### Cultes
La commune dispose d'un lieu de culte, il s'agit de l'église Saint-Trophime, de culte catholique.

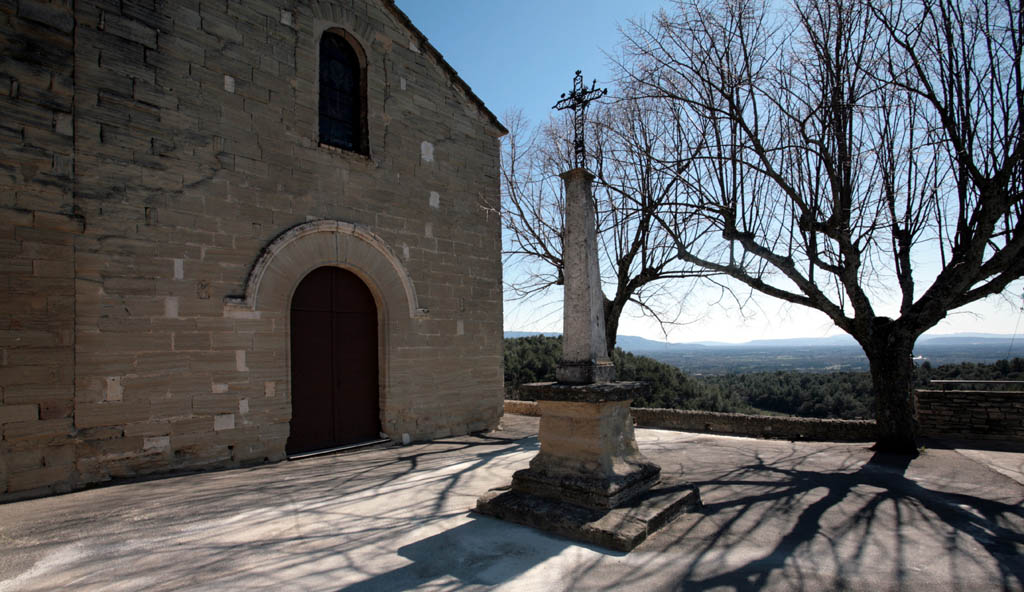
L'église et sa place.
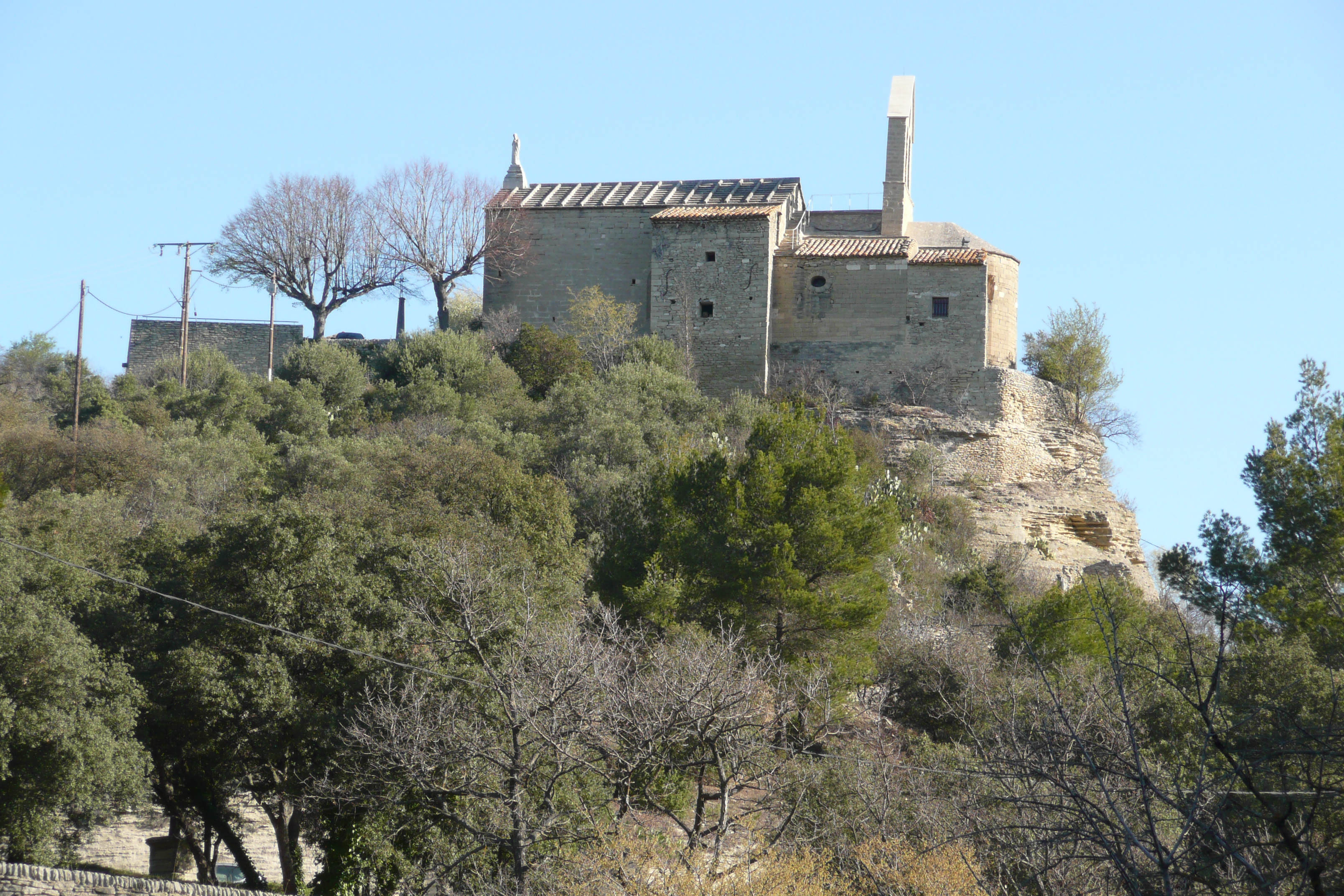
L'église de Saumane.
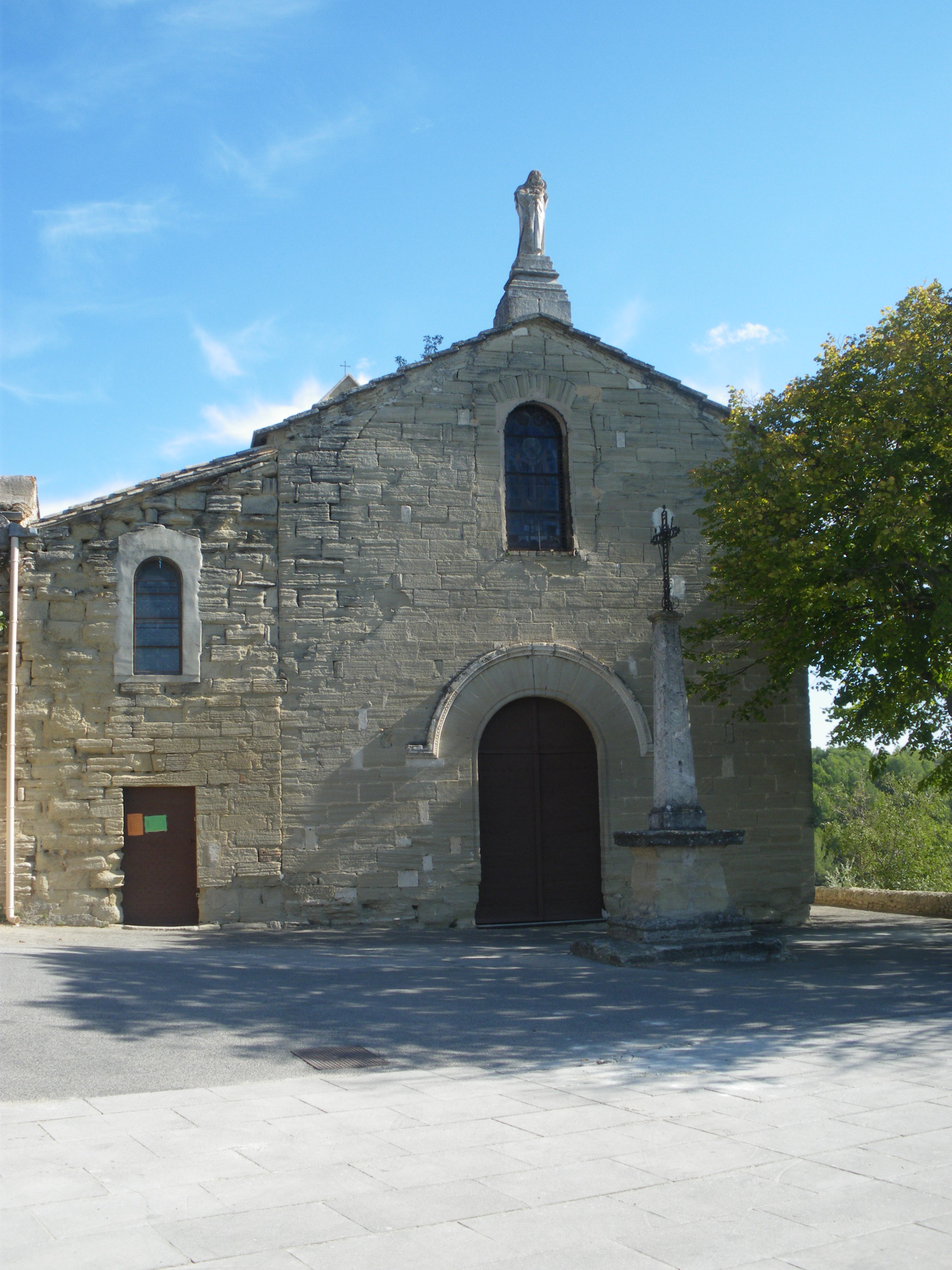

## Économie

### Industrie
Anciennes carrières de pierre, activité arrêtée maintenant.

### Tourisme
En partie à cause de la proximité du Luberon et de la Sorgue, le tourisme a permis le développement de plusieurs centres d'activités sur les communes des environs (centres d'équitation, canoë sur la Sorgue, paint-ball, parcours dans les arbres, centre sportif, etc.) et de nombreux aménagements de parcours pédestres. Le golf de Saumane attire des amateurs des communes voisines.

### Agriculture
La commune est depuis le XIXe siècle reconnue pour la qualité de ses truffes, et depuis 1973, elle produit des vins AOC ventoux. Les vins qui ne sont pas en appellation d'origine contrôlée peuvent revendiquer, après agrément, le label vin de pays d'Aigues.

### Environnement
La collecte et traitement des déchets des ménages et déchets assimilés et protection et mise en valeur de l'environnement se fait dans le cadre de la communauté de communes du Pays des Sorgues et des Monts de Vaucluse.

## Culture locale et patrimoine

### Lieux et monuments

#### Monument historique
Au sommet de la colline dominant le village trône le château de Saumane qui fait l’objet d’un classement au titre des monuments historiques depuis le 1er juillet 2020 et dont les origines sont du XIIe siècle. Le bâtiment est modifié au cours des siècles (du XIVe au XVIIe siècle), plusieurs fois vandalisé et restauré. Ce château a appartenu à l'oncle du marquis de Sade, l'abbé Jacques de Sade, historien de Pétrarque, qui y a séjourné entre ses cinq ans et ses dix ans.

#### Autres lieux et monuments
On peut découvrir au niveau du village le lavoir, des fontaines et l'église romane Saint-Trophime qui date du XIIe siècle. Mais ce prieuré de l'abbaye de Sénanque a connu divers remaniements. Son clocher-arcade roman abrite une cloche de 1400, p. 308. De belles bories se trouvent sur la route de la Roque-sur-Pernes. À l'est, au lieu-dit Valescure, à proximité de la ferme, s'ouvrent un aven et une grotte. Dans la combe de Vignerme (la vigne en friche), il existe, creusée dans un abri sous roche une des plus belles cuves vinaires rupestres du département. À 3,5 km au nord du village, a été ouvert un musée paysan à la Crémade.

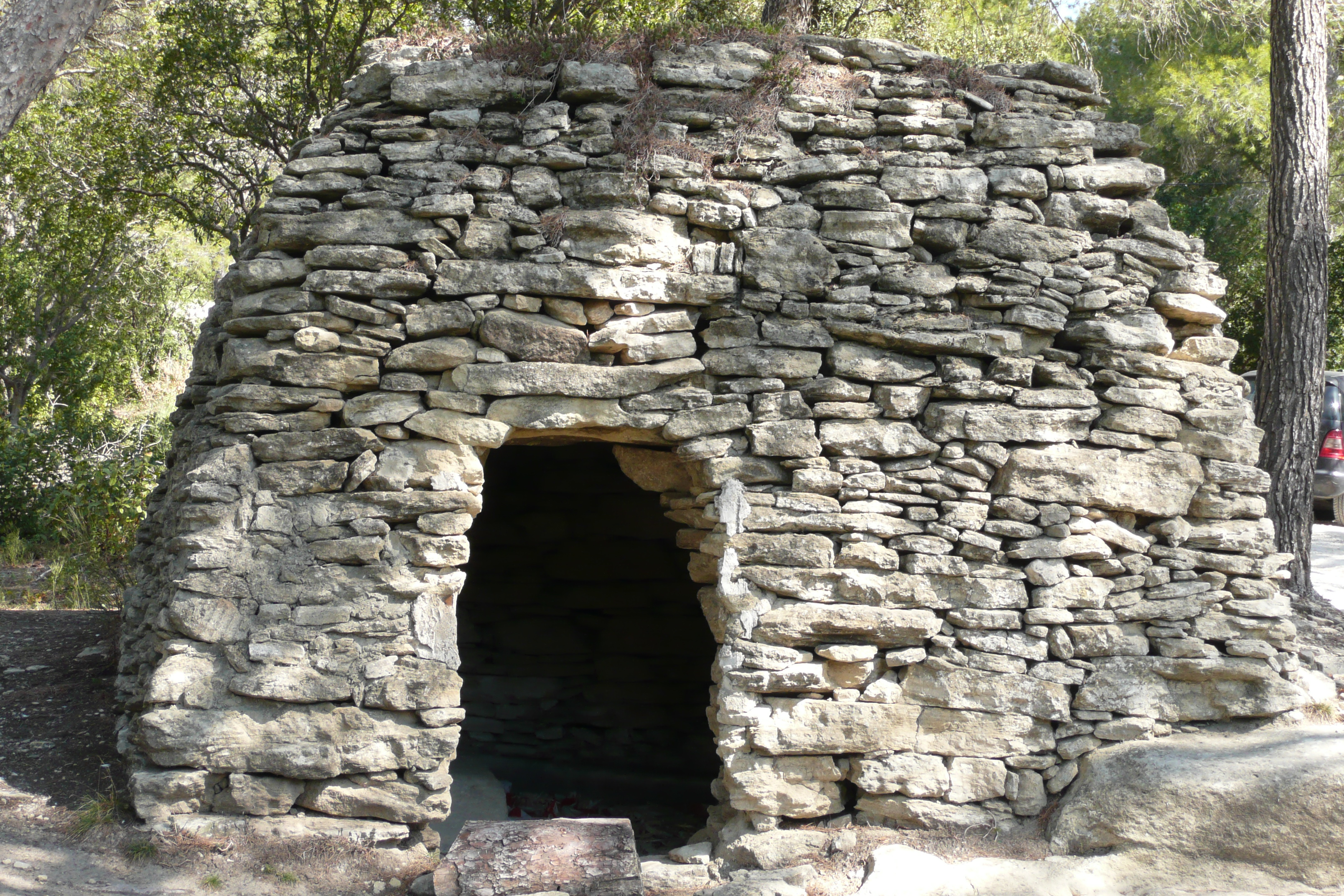
Une borie au-dessus du village.
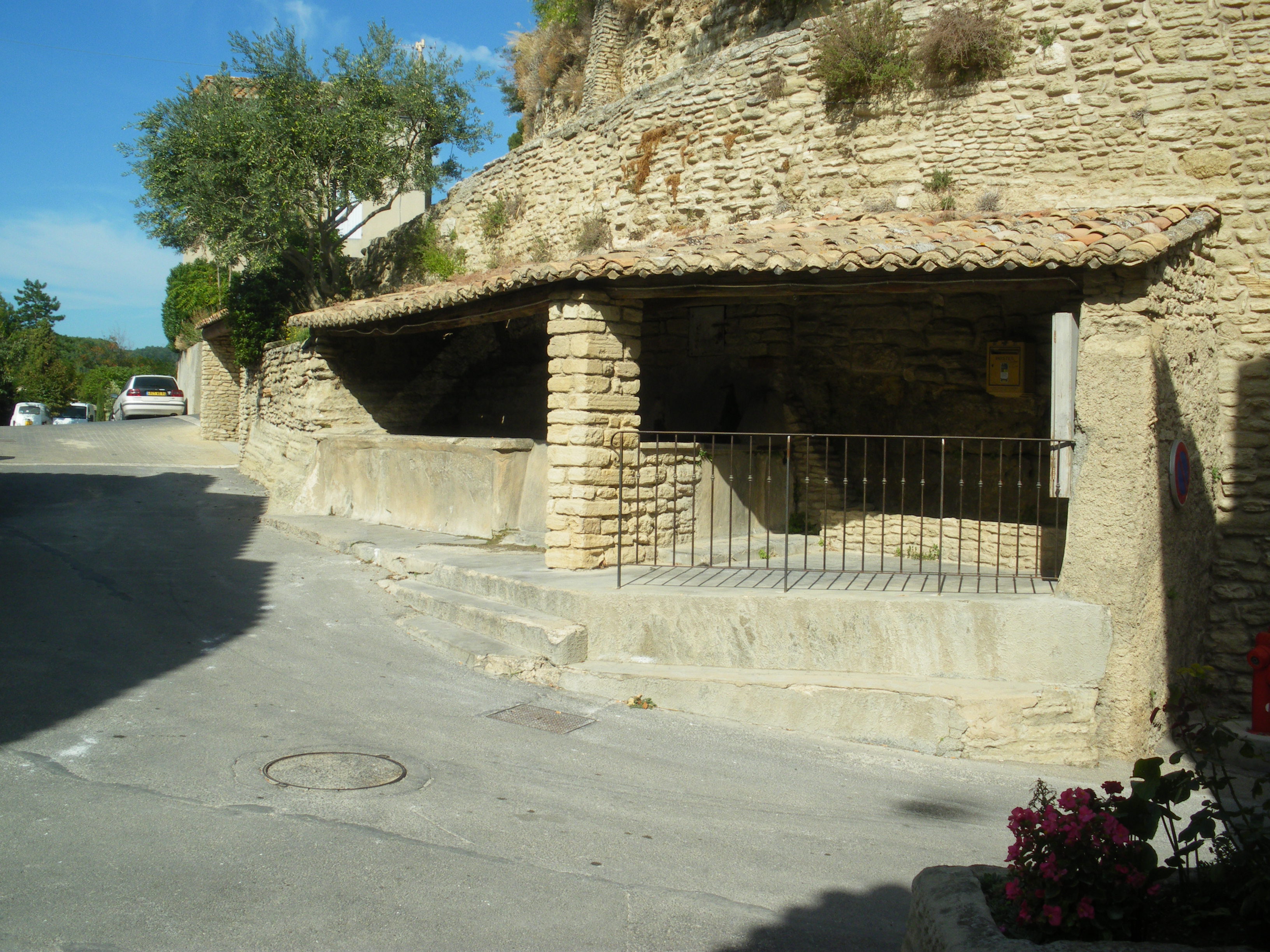
Le lavoir, proche de la tour de l'Horloge.
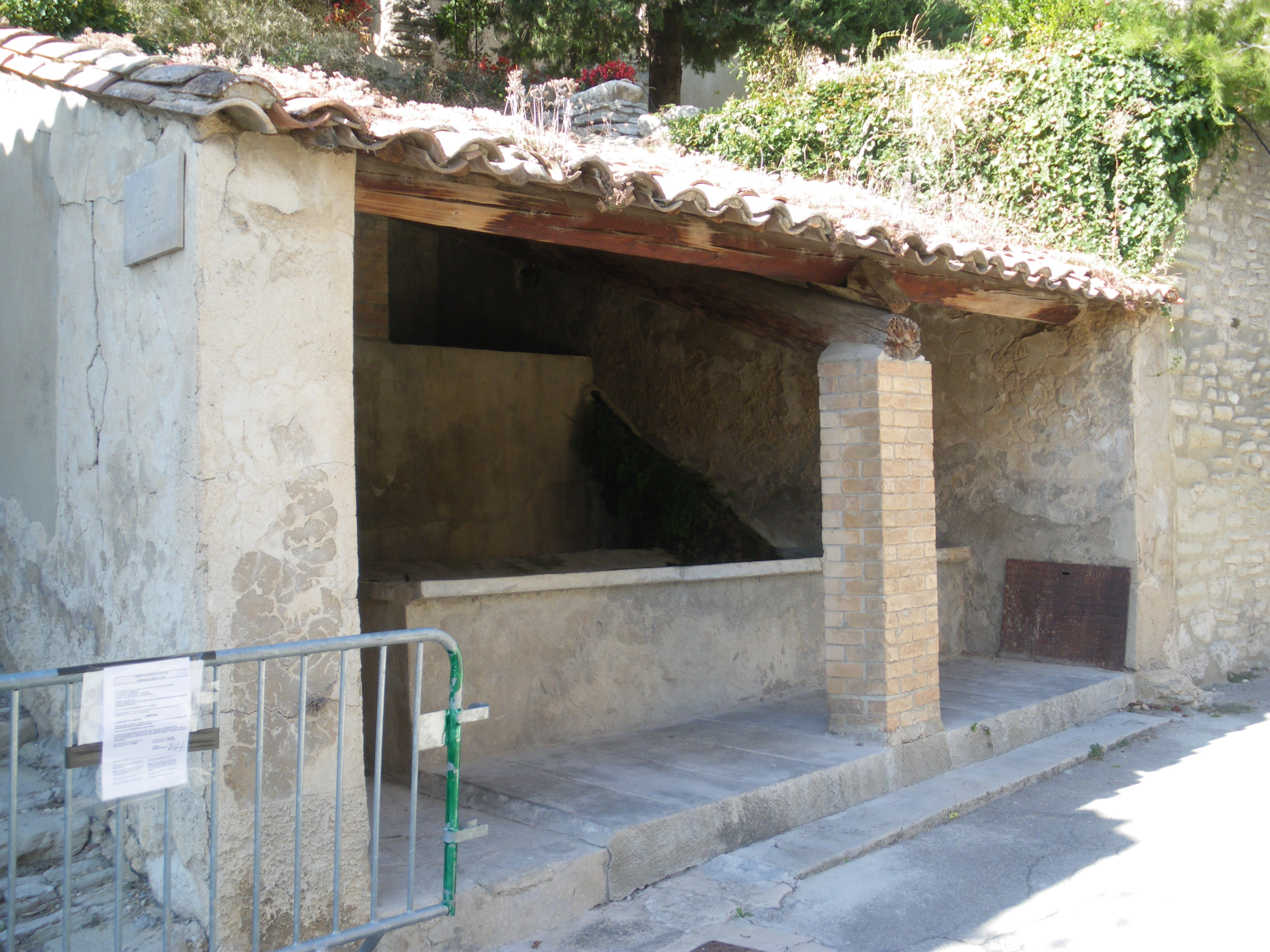
Lavoir.
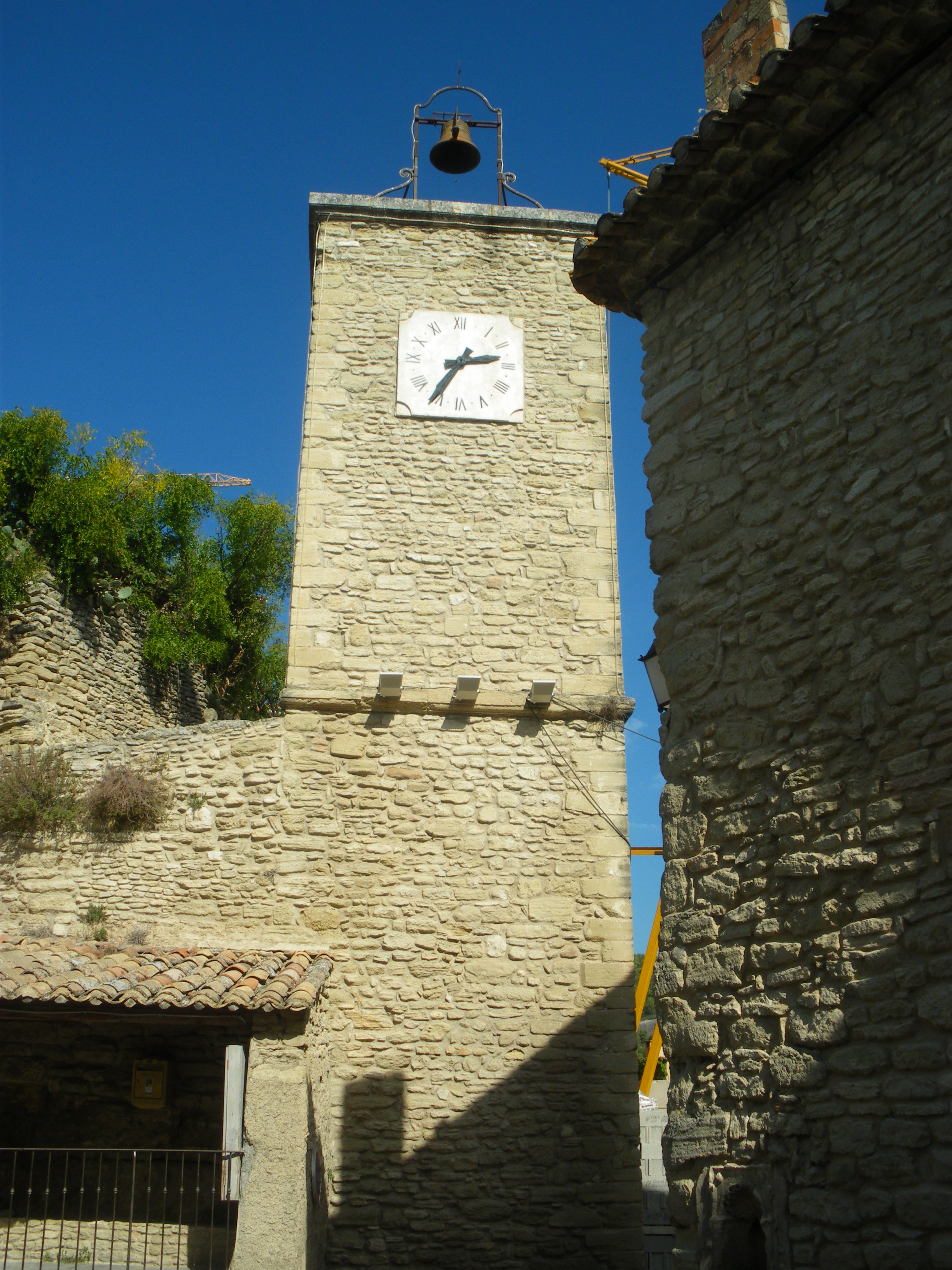
La tour de l'Horloge.
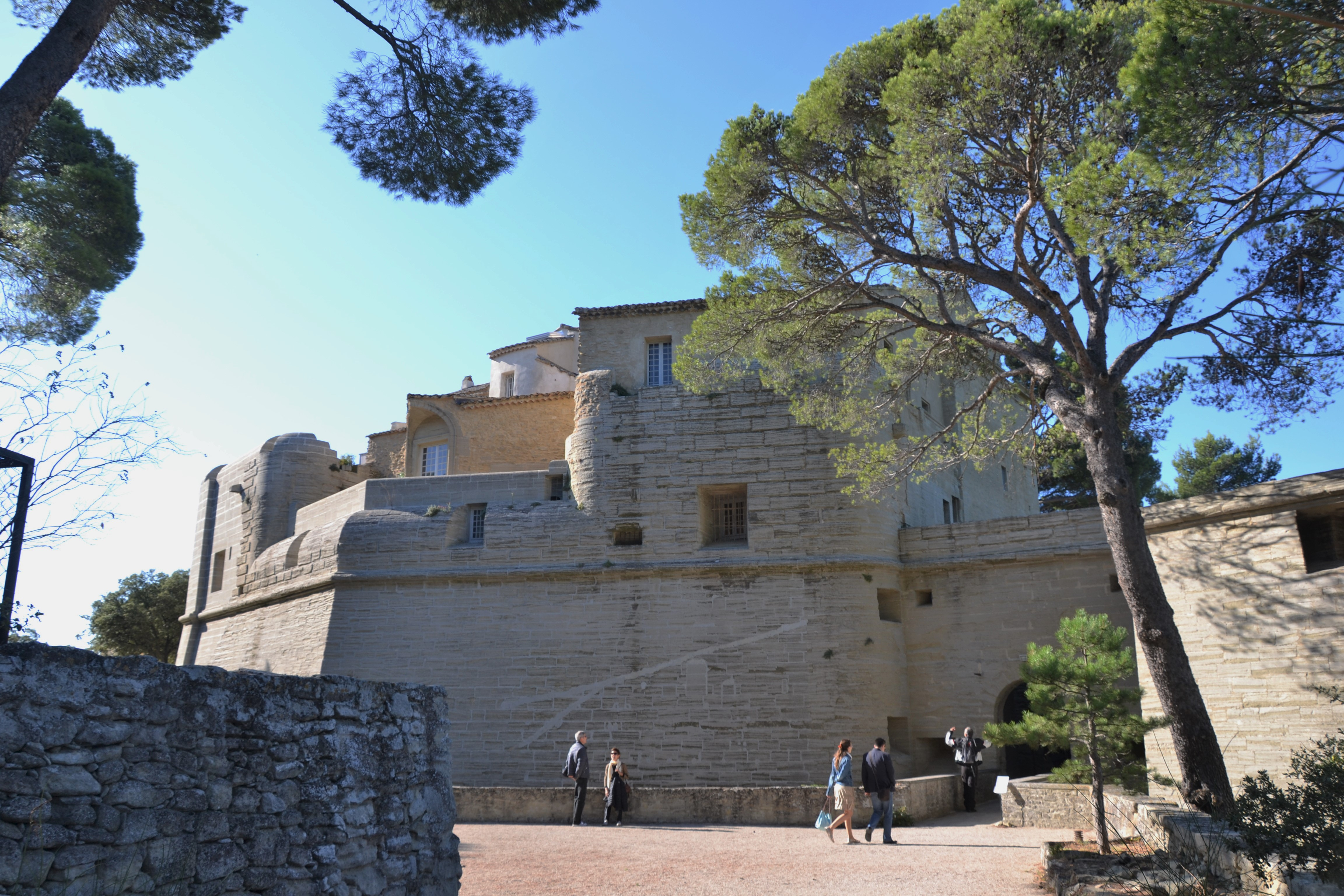
Le château de Saumane.

### Personnalités liées à la commune
- Jacques de Sade (1705-1778), ecclésiastique et érudit français, oncle du Divin Marquis, il s’est occupé de l'éducation de son neveu au château de Saumane.
- Donatien Alphonse François de Sade, « le Divin Marquis » (1740-1814), écrivain français, y passa son enfance (de 4 à 10 ans).
- Jean-Jacques Morvan (1928-2005), artiste peintre, aménagea son atelier dans l'ancien moulin à huile de Saumane.
- Dave (1944-), chanteur, propriétaire d'une maison à Saumane-de-Vaucluse.

### Héraldique
| Blason de Saumane-de-Vaucluse | Blason  | De gueules à l'aigle couronnée d'or, accompagnée au premier canton d'une étoile de huit rais du même. |
| Blason de Saumane-de-Vaucluse | Détails | Le statut officiel du blason reste à déterminer.                                                      |